# 金剛寺 (蒲郡市)

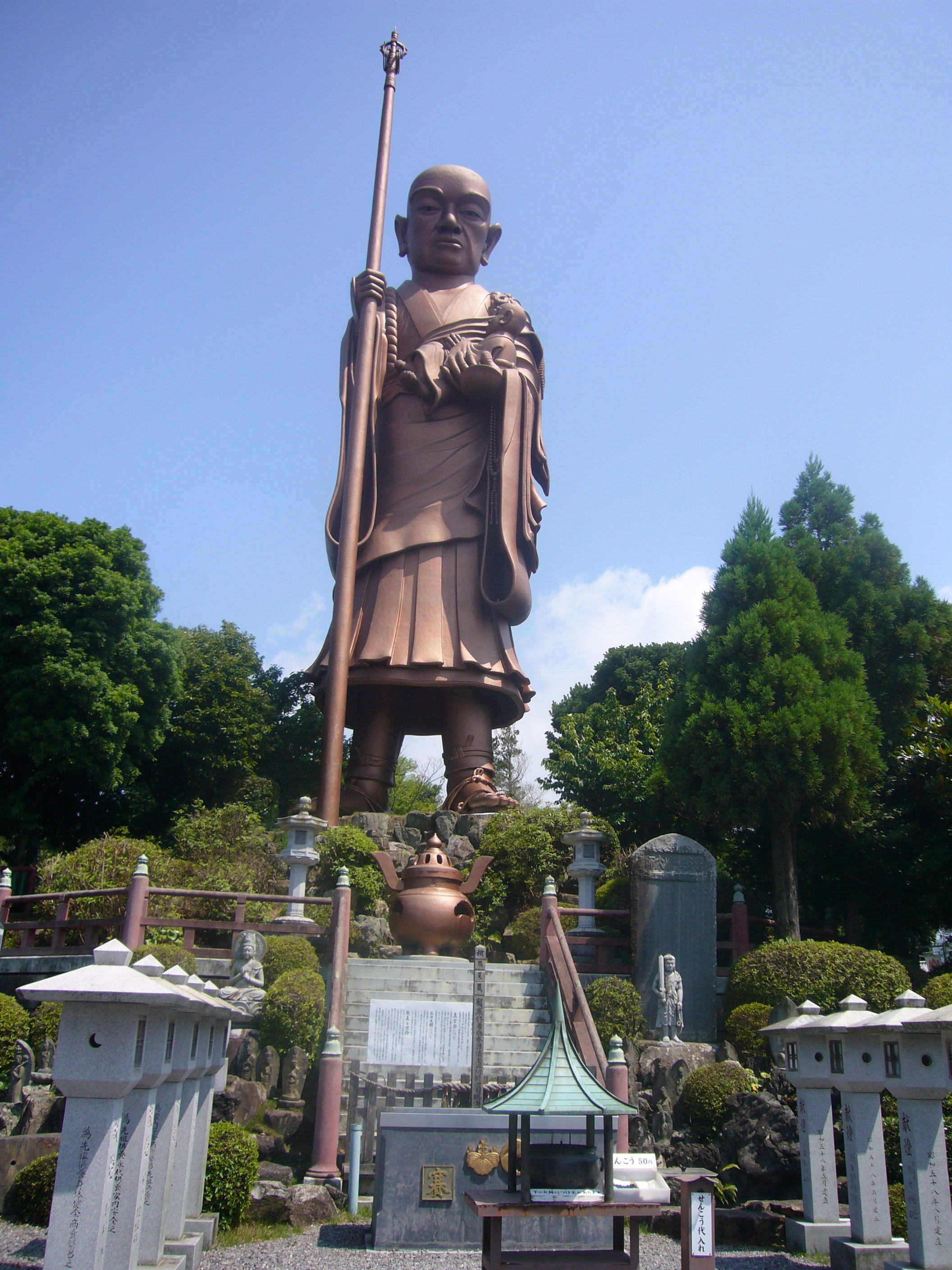
子安弘法大師像

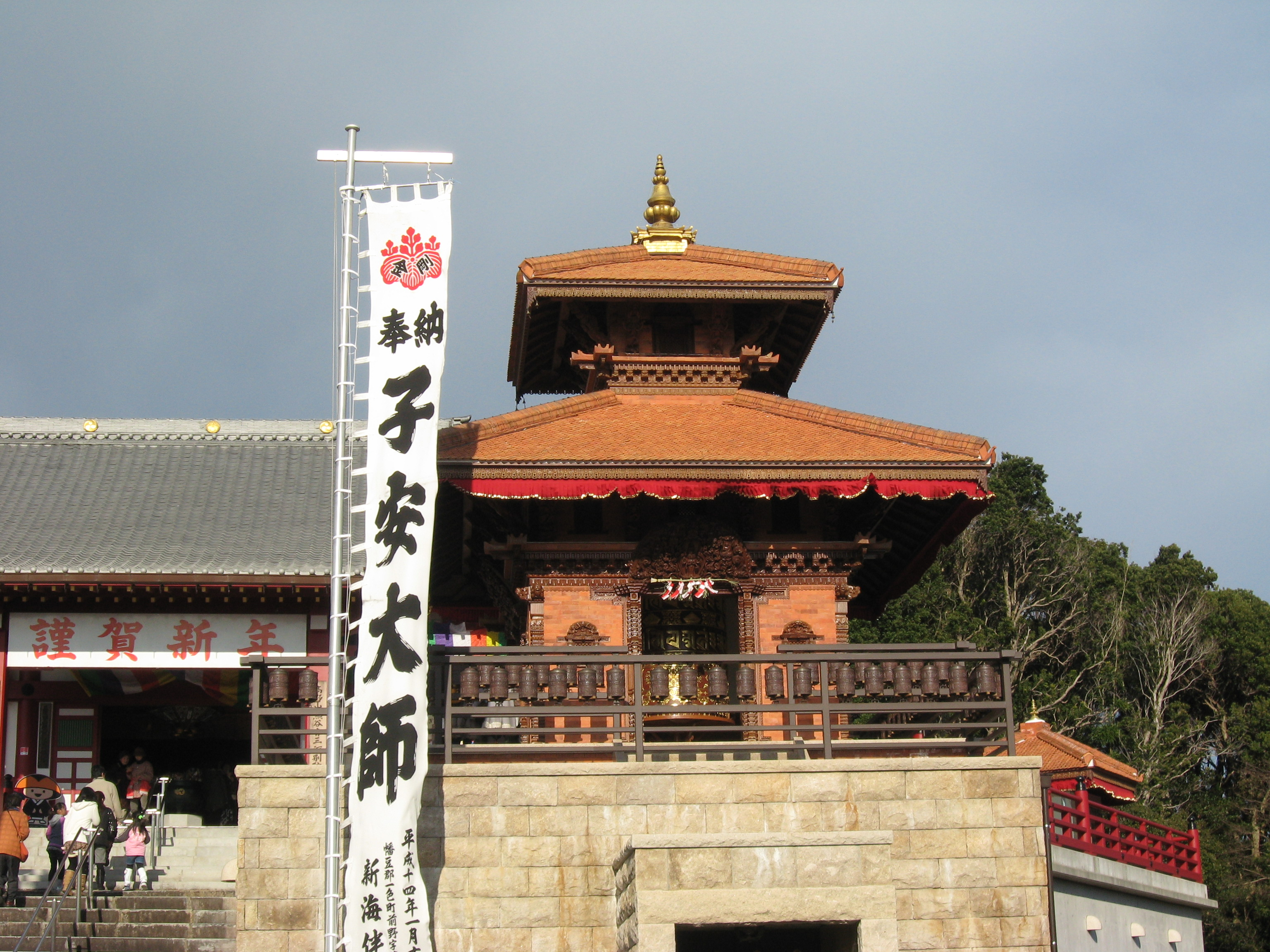
マニ塔

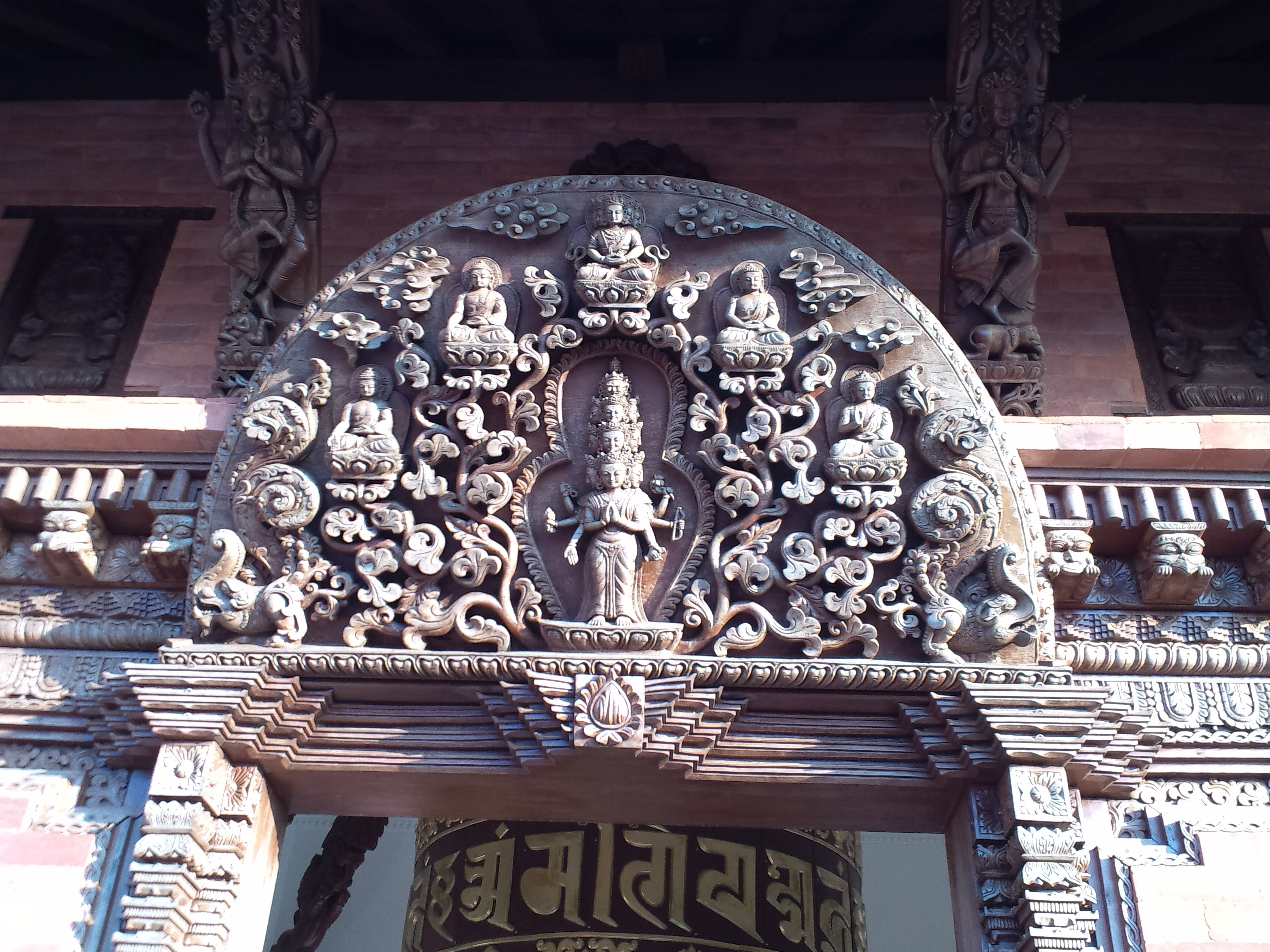
マニ塔 入口の彫刻

金剛寺（こんごうじ）は 愛知県蒲郡市三谷町にある高野山真言宗の寺院である。山号は三谷弘法山。

## 概要
寺伝によれば、平安時代初期の大同年間（806年 - 810年）、弘法大師空海によって開かれたと伝えられる。安産、子授かり諸願成就などで多くの参拝者が訪れる。三河新四国八十八ヶ所霊場の第45番・第46番（奥の院）の寺院で、弘法山山頂に本堂があり自動車で登頂が可能である。
本堂横に三谷温泉南山駐車場（無料）がある。本堂とは別の場所にある1937年（昭和12年）に滝信四郎によって建てられた東洋一の大きさ（全高約30m、台座約7m、身長18.78m、錫杖22m）を誇る子安弘法大師像が有名である。1970年（昭和45年）、三谷漁業協同組合は弘法山に水族供養の鐘と鐘楼を建設した。
かつて弘法山には三谷弘法山遊園地があり、観覧車やバンビセンター、プラネタリウム会館があった。また、国道23号線をはさんで、弘法山と乃木山を結ぶ蒲郡弘法山観光ロープウェイ（のちに三谷温泉ロープウェイに改称）があった。のりば横には双眼鏡2基の支柱と子供用の踏み台のみが残され、展望スポットだったことがうかがえる。
近年、ロープウェイ弘法山駅跡地には市内が見渡せる展望台「ラバーズヒル」が完成した。蒲郡市が募集した「蒲郡観光スポット人気ベスト10」で金剛寺とともに7位になった。
市内の電柱には「弘法山金剛寺」の巻看板が多数設置されている。

## 年中行事
- 1月1日 - 3日：初詣
- 2月3日：節分、星祭
- 5月（母の日）：弘法さま大祭
- 6月15日：弘法大師誕生祭
- 7月（土用の丑の日）：小児開運虫封じ
- 8月13日-15日：盆せがき法要
- 9月：彼岸会
- 9月末：総本山参拝団募集（観光バスにて参拝）
- 11月15日：七五三

## ラバーズヒル
ラバーズヒル（恋人たちの丘）は子授け安産守護の子安大師像の脇にある展望台で、永遠の愛を誓うカップルがハート形プレートに願い事を刻み、南京錠でフェンスに取り付ける公式に認められた「誓いの鍵」スポットとなっている。愛の鍵は金剛寺、三谷温泉の旅館および三谷温泉観光協会にて1個800円で販売しており、錠は金剛寺の愛の鍵奉納箱へ入れる。
展望台はロープウェイ弘法山駅跡地につくられ、蒲郡市街だけでなく竹島や三河大島をはじめとする三河湾の島々が一望できる。夜8時以降展望台は閉鎖されるが、周辺から夜景を楽しむことができる。
| ラバーズヒル入口 |  | ラバーズヒル展望台 |  | ロープウェイのりば跡 |
| ラバーズヒル入口 |  | ラバーズヒル展望台 |  | ロープウェイのりば跡 |

## 所在地
- 〒443-0021：愛知県蒲郡市三谷町南山14番地

## アクセス
- JR東海道本線 三河三谷駅からタクシーで約7分。
- 名鉄バス「南山口」バス停下車、徒歩。

## 周辺
- 三谷温泉
- ラグーナ蒲郡
- ラグナシア
- 海陽ヨットハーバー